# Jack Crayston
William John „Jack” Crayston (ur. 9 października 1910, zm. 26 grudnia 1992) – angielski piłkarz i menadżer.

## Życiorys
Urodzony w Grange-over-Sands w Lancashire, Crayston występował w lokalnym szkolnym zespole i Ulverston Town zanim w 1928 trafił do zespołu Third Division North Barrow. Spędził tam dwa sezony zanim trafił do Bradford Park Avenue, które występowało wówczas w Second Division, gdzie stał się z niego silny prawy pomocnik.
Pomimo złamania nadgarstka i nogi w sezonie 1933/1934, w 1934 Crayston trafił do mistrzów First Division – Arsenalu, gdzie miał zastąpić Charliego Jonesa. W swoim debiucie 1 września 1934 w wygranym 8-1 spotkaniu z Liverpoolem zdobył gola i przebojem wdarł się do pierwszego składu, i zepchnął na ławkę rezerwowych Franka Hilla. Z Arsenalem zdobył mistrzostwo Anglii w sezonie 1934/1935 i sezonie 1937/1938, natomiast w sezonie 1935/1936 wygrał FA Cup.
W tym czasie Crayston został również reprezentantem Anglii. Debiutował 4 października 1935 w wygranym 3-1 spotkaniu z reprezentacją Niemiec, i ogólnie w latach 1935–1937 rozegrał osiem spotkań, w których zdobył jednego gola. Jego ostatnim spotkaniem w reprezentacji był wygrany 5-4 mecz z reprezentacją Czechosłowacji rozegrany 1 grudnia 1937.
Jak wielu jego rówieśników, II wojna światowa pozbawiła Craystona szczytu jego kariery. Wstąpił do Royal Air Force i nadal nieregularnie grał w futbol. Jednakże poważna kontuzja kolana w wojennym meczu West Hamu United w 1943 zmusiła Craystona do zakończenia kariery. Rozegrał w sumie 207 meczów (168 ligowych), w których zdobył 17 goli (16 w lidze).
Po jego przedwczesnej emeryturze i przynależności do RAFu, Crayston postanowił zająć się pracą trenerską i w czerwcu 1947 został asystentem nowego menadżera Arsenalu Toma Whittakera. Po śmierci Whittakera w 1959, 24 października 1959 został mianowany tymczasowym menadżerem, zaś 21 grudnia zatrudniono go na stałe. Jednakże jego kadencja była krótka i bez sukcesów. Bez nowych graczy zespół zaczynał grać coraz słabiej. W sezonie 1957/1958 Arsenal zajął dwunaste miejsce w lidze (najgorsze od 38 lat) i doznał upokarzającej porażki w FA Cup z występującym w Third Division South Northampton Town. Rozczarowany, w maju 1958 zrezygnował z posady menadżera Arsenalu i kilka miesięcy później przejął stery Doncaster Rovers, które prowadził aż do emerytury w 1961. Zmarł w 1992 w wieku 82 lat.